# تالون هالتجا
تالون هالتجا (بالإنجليزية: Talonhaltja)‏ روح في الأساطير الفنلندية. يعتقدون أنها روح، أوشبح أول شخص توفي في المنزل. الذي يوقد النار بالمنزل. وهم يعتقدون أنه روح خير. يرعی راحة الأسرة.